# Scorpaenodes africanus
Scorpaenodes africanus là một loài cá biển thuộc chi Scorpaenodes trong họ Cá mù làn. Loài này được mô tả lần đầu tiên vào năm 1933.

## Từ nguyên
Tính từ định danh africanus trong tiếng Latinh có nghĩa là “ở châu Phi”, hàm ý đề cập đến nơi mà mẫu định danh của loài cá này được thu thập, bờ biển Tây Phi.

## Phân bố và môi trường sống
S. africanus được biết đến chắc chắn ở ngoài khơi Sénégal và đảo Annobón (thuộc São Tomé và Príncipe). Những ghi nhận chưa xác thực cho thấy loài này ít nhiều có phân bố liên tục giữa hai vị trí này, xa về phía nam tới Angola.
S. africanus được thu thập ở độ sâu khoảng 25–50 m.

## Mô tả
Chiều dài cơ thể lớn nhất được ghi nhận ở S. africanus là 90 cm.
Số gai vây lưng: 13; Số tia vây lưng: 8–10; Số gai vây hậu môn: 3; Số tia vây hậu môn: 5; Số gai vây bụng: 1; Số tia vây bụng: 5; Số tia vây ngực: 17–19.